# Бараона, Нельсон
Нельсон Альберто Бараона Коллинс (исп. Nelson Alberto Barahona Collins; род. 22 ноября 1987, Панама, Панама) — панамский футболист, атакующий полузащитник, клуба «Реал Картахена» и сборную Панамы.

## Клубная карьера
Бараона — воспитанник клуба «Арабе Унидо». В 2008 году он выиграл чемпионат Панамы. В том же году он на правах аренды выступал за уругвайский «Феникс». В 2009 году Нельсон вновь отправился в аренду, его новой командой стала колумбийская «Атлетико Уила». 8 марта в матче против «Кукута Депортиво» он дебютировал в Кубке Мустанга. 14 декабря в поединке против «Санта-Фе» Бараона забил свой первый гол за «Атлетико Уила». После окончания аренды Нельсон остался в Колумбии, подписав контракт с «Индепендьенте Медельин». 31 января 2010 года в матче против «Санта-Фе» он дебютировал за новую команду. 21 февраля в поединке против «Кортулуа» Бараона забил свой первый гол за «Медельин». По окончании сезона он был отдан в аренду в венесуэльский «Каракас». 16 января в матче против «Монагас» Бараона дебютировал в венесуэльской Примере. 2 апреля в поединке против «Сулия» он сделал «дубль», забив свои первые голы за «Каракас». В матчах Кубка Либертадорес против чилийских «Унион Эспаньола» и «Универсидад Католика» Бараона забил по голу.
Летом того же года Нельсон отправился в аренду в «Депортиво Тачира». 11 сентября в матче против «Арагуа» он дебютировал за новый клуб. 18 сентября в поединке против «Туканес» Бараона забил свой первый гол за «Депортиво Тачира». В 2012 году он на правах аренды выступал за свой бывший клуб «Атлетико Уила».
В начале 2013 года Нельсон подписал соглашение с «Агилас Перейра». 24 февраля в матче против «Атлетико Насьональ» он дебютировал за новый клуб. 20 мая в поединке против «Онсе Кальдас» Бараона забил свой первый гол за «Агилас Перейра». Отыграв год Нельсон перешёл в «Альянса Петролера». 25 января 2014 года в матче против «Ла Экидад» он дебютировал за новую команду. В начале 2015 года Бараона ненадолго вернулся на родину, став футболистом «Сан-Франсиско». 15 марта в матче против «Пласа Амадор» он дебютировал за новый клуб. Летом Нельсон вернулся в «Альянса Петролера». 3 ноября в поединке против своего бывшего клуба «Индепендьенте Медельин» он забил свой первый гол за команду.

## Международная карьера
В 2007 году в составе молодёжной сборной Панамы Бараона принял участие в молодёжном чемпионате мира в Канаде.
22 августа 2007 года в матче против сборной Гватемалы Нельсон дебютировал за сборную Панамы. 20 мая 2009 года поединке против сборной Аргентины он забил свой первый гол за национальную команду.
В том же году Нельсон принял участие в розыгрыше Золотого кубка КОНКАКАФ. На турнире он сыграл в поединках против Гваделупе, Мексики и США. В поединке против гваделупцев Бараона забил гол.
В 2011 году Нельсон стал бронзовым призёром Золотого кубка КОНКАКАФ. На турнире он принял участие в поединках против команд Сальвадора, Гваделупе и дважды США.

### Голы за сборную Панамы
| #   | Дата            | Место                                 | Противник | Счёт | Результат | Соревнование                |
| --- | --------------- | ------------------------------------- | --------- | ---- | --------- | --------------------------- |
| 01. | 20 мая 2009     | Эстанислао Лопес, Санта-Фе, Аргентина | Аргентина | 1:1  | 3:1       | Товарищеский матч           |
| 02. | 5 июля 2009     | Окленд Колизей, Окленд, США           | Гваделупа | 1:2  | 1:2       | Золотой кубок КОНКАКАФ 2009 |
| 03. | 14 июня 2012    | Роммель Фернандес, Панама, Панама     | Куба      | 1:0  | 1:0       | Чемпионат мира 2014 (отбор) |
| 04. | 16 октября 2012 | Педро Маррера, Гавана, Куба           | Куба      | 1:1  | 1:1       | Чемпионат мира 2014 (отбор) |

## Достижения
Командные
 «Арабе Унидо»
- Чемпионат Панамы по футболу — Клаусура 2008

Международные
 Панама
- Золотой кубок КОНКАКАФ — 2011